# Tedania placentaeformis
Tedania placentaeformis är en svampdjursart som beskrevs av Brøndsted 1924. Tedania placentaeformis ingår i släktet Tedania och familjen Tedaniidae. Inga underarter finns listade i Catalogue of Life.